# Tadeusz Konwicki

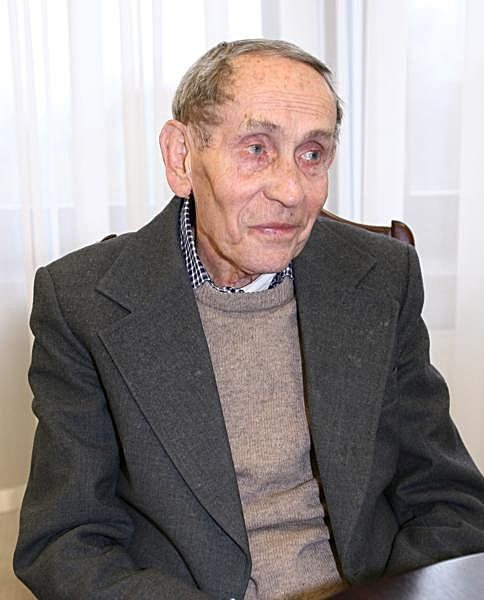
Tadeusz Konwicki, 2008

Tadeusz Konwicki (Nowa Wilejka (Wilno), 22 juni 1926 – Warschau, 7 januari 2015) was een Poolse schrijver, scenarioschrijver en filmregisseur.

## Boeken (naar het Nederlands vertaald[1])
- 1993 · De kleine apocalyps, vert. Gerard Rasch
- 1984 · Het Poolse complex, vert. Esselien ‘t Hart
- 1986 · Maansopgangen en maansondergangen
- 1987 · Niets of niets, vert. Esselien ‘t Hart
- 1988 · Onderaardse rivieren, onderaardse vogels, vert. Esselien ‘t Hart
- 1989 · Modern droomboek, vert. Esselien ‘t Hart
- 1990 · Het landgoed Bohin, vert. Esselien ‘t Hart

## Filmografie
- 1956 · Zimowy zmierzch
- 1958 · Ostatni dzień lata
- 1960 · Matka Joanna od aniołów
- 1961 · Zaduszki
- 1965 · Faraon
- 1965 · Salto
- 1967 · Jowita
- 1971 · Jak daleko stąd, jak blisko
- 1982 · Austeria
- 1982 · Dolina Issy
- 1985 · Kronika wypadków miłosnych
- 1989 · Lawa